# Туитатуи

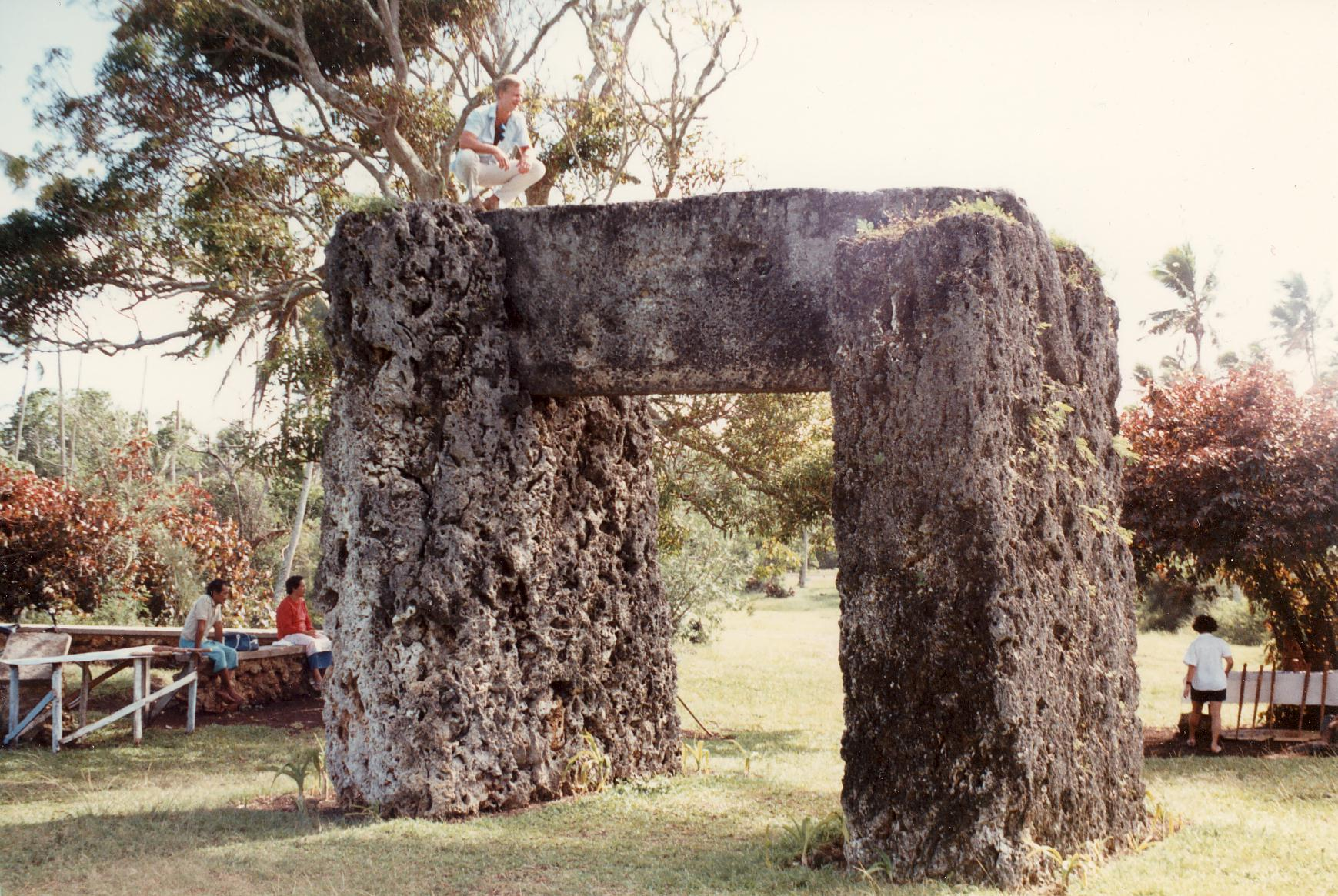
«Ворота Тонга», построенные, предположительно во времена правления Туитатуи

Туитатуи (тонг. Tuʻitātui) — высший священный верховный правитель Империи Тонга из династии Туи-тонга. Сведения о его жизни происходят в основном из мифов и легенд. Считается, что он был одним из самых могущественных королей империи Тонга.

## Биография
Туитатуи был старшим сыном и преемником Момо. Предположительно он правил в начале XII века. В наследство от отца ему досталась обширная империя, в которую входили острова Фиджи, Тувалу, Ниуэ и большая часть Самоа. . Считается, что именно в период правления Туитатуи была воздвигнута мегалитическая арка Хаамонга-а-Мауи.
Точное предназначение Ворот Тонга неизвестно. Однако существует несколько точек зрения по поводу их функций. Согласно одной из них, сооружение было построено туи-тонга Туитатуи с целью примирения своих враждовавших сыновей (трилит должен был символизировать родственные узы между ними). То есть сама арка символизировала единство королевской семьи. Восточный вертикальный блок символизировал старшего сына Лафу, а западный вертикальный блок — младший сын Тэлэйхаапеп. Перемычка символизировала неотделимую связь братства между обоими братьями.
Также бытует версия, что Хаамонга-а-Мауи могло служить в качестве входа на существовавшую здесь в прошлом королевскую территорию древней столицы Тонга. Косвенно это подтверждается легендой, рассказанной историографом королевской семьи (Tamale of Haameniuli) в начале XX века, что всякий, пройдя арку и углубившись на королевскую территорию примерно на 100 метров, приближался к трону 'esi Maka Fa’akinanga (в переводе с тонганского — «камень, чтобы прислониться к»), где располагался король и спинка которого, имеющая углубления для головы, плеч и спины, сохранилась до наших дней.
Интересно, что Королевство Тонга не обладало письменностью. Поэтому его история хранилась в памяти специально определенной для этой семьи. Её представитель, королевский историограф (Tamale of Haameniuli), в начале XX века и поведал историю строительства.